# Honda NR 500

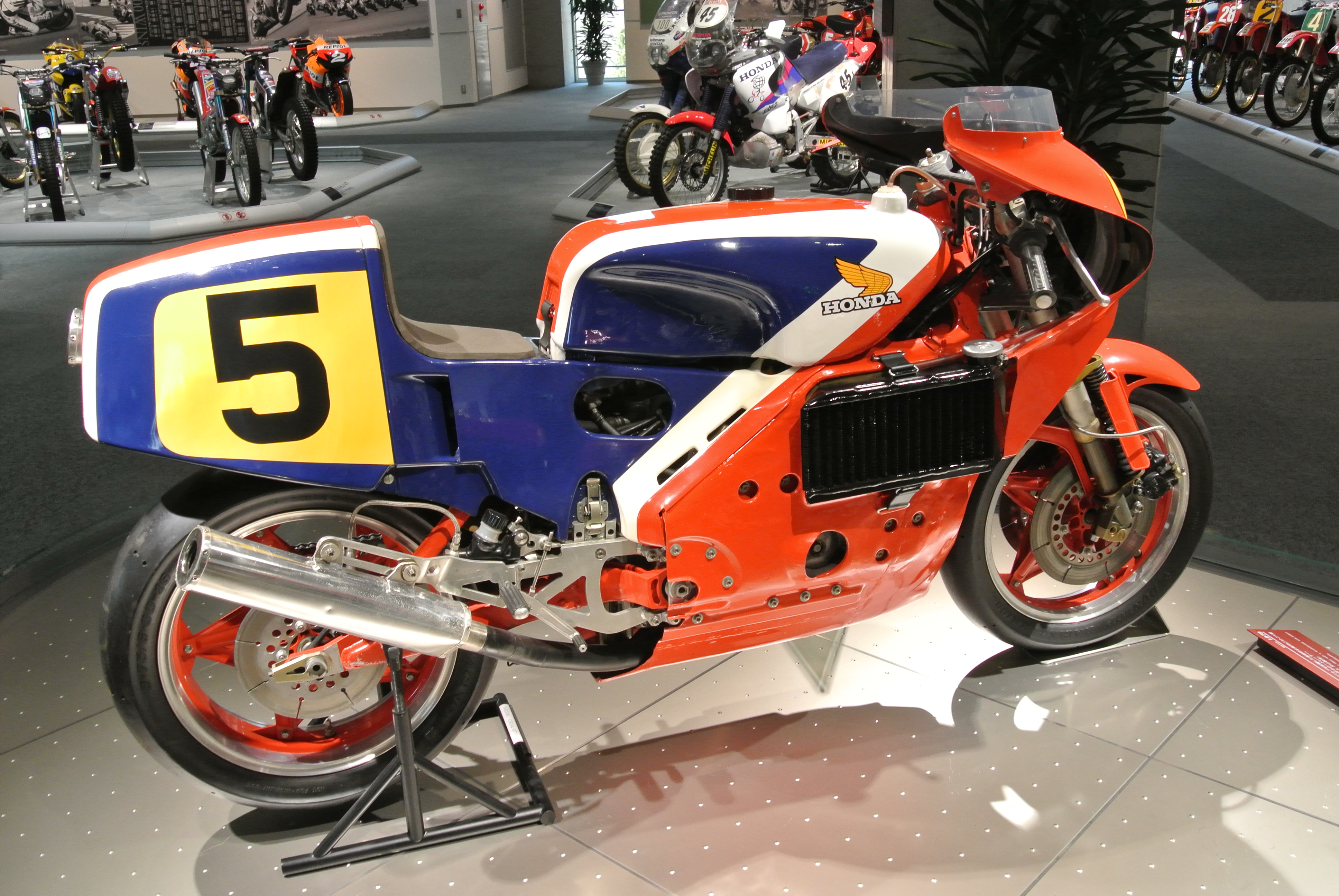
Takazumi Katayamas Maschine von 1980

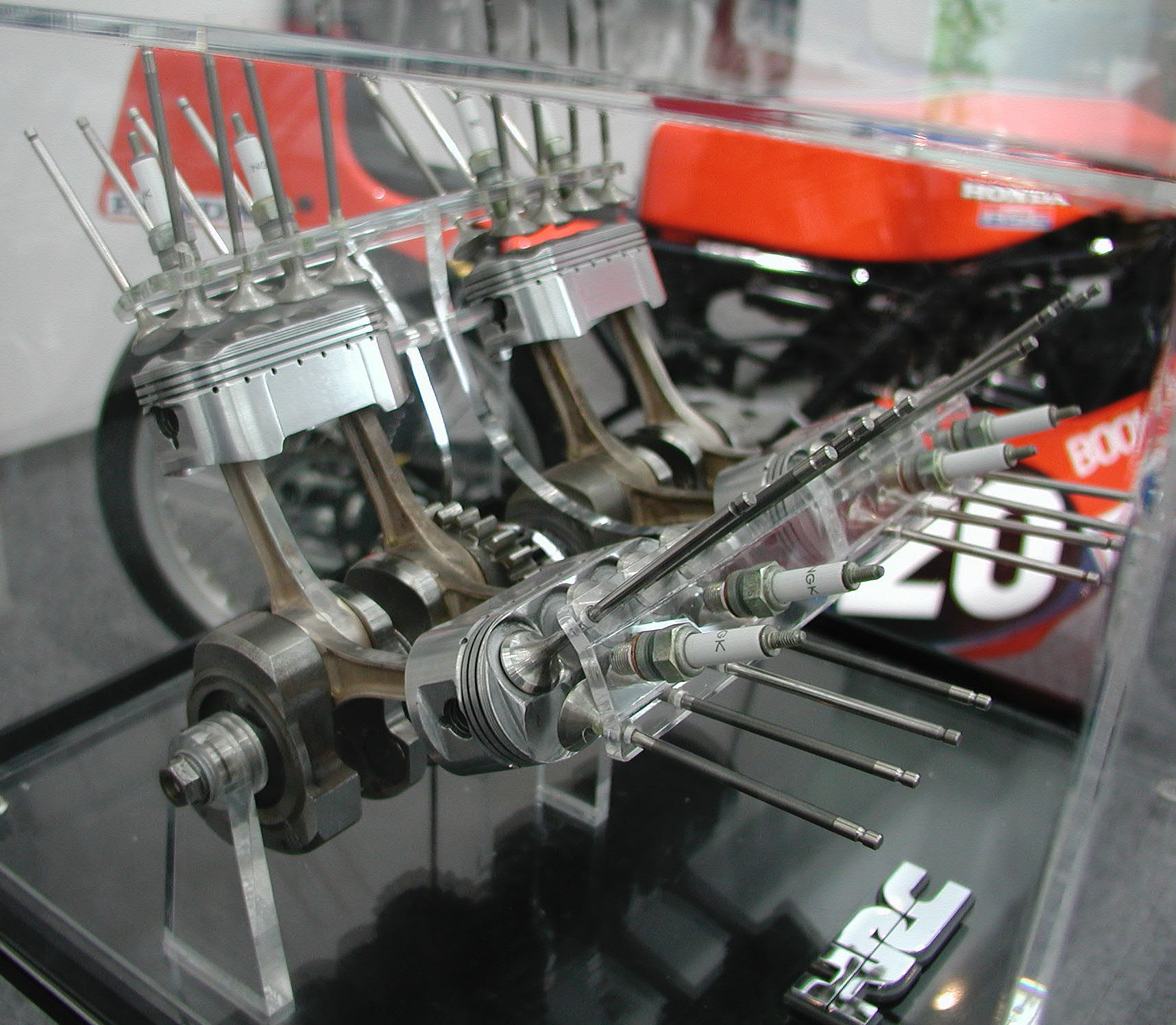
Kurbeltrieb mit acht Pleueln im Honda-V4-Ovalkolbenmotor mit 500 cm³

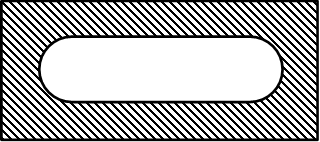
Bildlicher Vergleich:
Der Querschnitt der Laufbuchse und der Kolben des Motors hat die Form eines Langlochs.

Die Honda NR 500 von 1979 war ein Rennmotorrad des japanischen Motorradherstellers Honda, das von einem neu entwickelten Verbrennungsmotor mit sogenannten Ovalkolben (a) angetrieben wurde. Dabei handelt es sich um die Verschmelzung von zwei benachbarten runden Zylindern eines V8-Motors zu einem V4 um die Zylinderzahlbegrenzung im Regelwerk einzuhalten.

## Geschichte und Technik
Bis 1957 wurde die Moto Guzzi V8 in der Halbliterklasse eingesetzt, danach beendete Moto Guzzi den Renneinsatz zusammen mit anderen Firmen als Rückzug italienischer Hersteller aus der Motorrad-Weltmeisterschaft 1957, denn der Zweiradmarkt brach zusammen zugunsten der Nachfrage nach Kleinwagen, Motorrad-Firmen mussten sparen. Aus Kostengründen wurde alsbald im Regelwerk die Zylinderzahl auf 4 begrenzt.
Die Motorrad-Weltmeisterschaft wurde in der Klasse bis 500 cm³ Hubraum ab 1975 von Rennmotorrädern mit Zweitaktmotor dominiert. Honda, prinzipiell mehr dem Viertaktmotor zugetan, versuchte die bei gleichem Hubraum vorgegebene Überlegenheit des Zweitakters, der doppelt so viele Arbeitstakte pro Zeitspanne absolviert und keinen Ventilantrieb benötigt, durch innovative Technik auszugleichen. Bereits im Februar 1978 begann die Entwicklung an einem Viertakt-Rennmotor mit der Bezeichnung „NR“ (new racing). Das Reglement der Motorrad-Weltmeisterschaft sah nur eine Hubraum- sowie Zylinderbegrenzung (vier) vor; Honda ging davon aus, dass durch mehr Ventile pro Brennraum die Füllung und damit die Leistung gesteigert werden konnte. Die Zielvorgaben sahen eine maximale Drehzahl von 23.000/min und eine Leistung von 130 PS (96 kW) vor. Erreicht werden sollte dies durch einen Pseudo-Achtzylinder bei dem zwei benachbarte Zylinder zu einem „ovalen“ Zylinder vereinigt wurden der Platz für 8 Ventile hatte. Ebenso wurde die Ovalkolben für den Masseausgleich mit zwei Pleueln versehen. Die Kolben, mit dem bildlich einem Langloch gleichenden Querschnitt, stellten die Ingenieure insbesondere hinsichtlich Ringspannung der Kolbenringe vor Herausforderungen. Die Kolbenlänge betrug 134,3 mm, die Breite 41 mm und der Hub 24 mm.
Der wassergekühlte Vierzylinder-V-Motor mit 100-Grad-Winkel hatte seinen Probelauf im Juli 1979, der Motor leistete 100 PS (74 kW) bei 16.000/min. Honda verpflichtete noch für die laufende Saison 1979 Mick Grant und Takazumi Katayama; der erste Renneinsatz fand beim Großen Preis von Großbritannien in Silverstone statt. Grant stürzte in der ersten Kurve und Katayama fiel mit technischem Defekt aus. Neben dem etwas höheren Gewicht wirkte sich die ungewohnt starke Motorbremswirkung negativ auf die Rundenzeiten aus. Für die Saison 1980 wurde das Motorrad überarbeitet; neben dem Ansprechverhalten des Motors wurde die Haltbarkeit verbessert und der Rahmen auf 18-Zoll-Reifen umgerüstet. Katayama gelang immerhin der 12. Platz beim letzten Großen Preis von Deutschland in der „grünen Hölle“ auf der Nürburgring-Nordschleife. Für die Saison 1981 wurde der Motor erneut überarbeitet (Bankwinkel 90 Grad) und die Leistung auf 135 PS (99 kW) bei 19.000/min gesteigert. Trotz Verwendung von Titan und Magnesium ergab sich ein Mehrgewicht. Das Leistungsmanko – 10 PS (7 kW) weniger als die Zweitakt-Konkurrenz von Suzuki oder Yamaha – trugen dazu bei, dass Honda in dem Jahr das Projekt einstellte und in der Königsklasse ebenfalls auf die Zweitakt-Technologie setzte: die Honda NS 500, mit der Freddie Spencer 1983 Weltmeister wurde.
Honda entwickelte dennoch den Motor weiter und startete 1987 mit der Honda NR 750 beim 24-Stunden-Motorradrennen von Le Mans einen erneuten Versuch. 1991 stellte Honda ein limitiertes und käufliches Serienmotorrad mit dieser Kolbenform, die Honda NR 750, der Presse vor.